# Nuno Resende
Nuno Resende (Porto, 25 juni 1973) is een Portugese zanger.

## Biografie

### Beginjaren
Nuno is enig kind. Op zijn 5e wordt hij ingeschreven op de Franse school in Porto en op zijn 12e, in 1985, verhuist hij met zijn ouders naar België en gaat vanaf dan naar de Europese School in Brussel. Hij is dol op sport en doet onder andere mee aan een tennistoernooi voor beloften. Van 1993 tot 1996 doet hij de Sportacademie en sluit die af met een diploma. Daarna besluit hij een carrière in de muziek te proberen.
Hij formeert verschillende hardrockbands en hij doet in 1997 mee aan Pour la Gloire, een talentenshow van de RTBF op de Belgische televisie.
In 1998 formeert Alec Mansion een groep, La Teuf, waar Nuno deel van uitmaakt. Ze maken een album waarvan drie singletjes worden uitgebracht: Envie de faire la teuf, À cause du sexe en Te quiero, ti amo, I love you, je t'aime.
In 2000 doet La Teuf met het nummer Soldat de l'amour mee aan de Belgische selectie voor het Eurovisiesongfestival. Ze halen de finale, maar worden daar zesde en worden dus niet uitgezonden voor België. De band gaat aan het eind van dat jaar uit elkaar.
Alec Mansion bemerkt de kwaliteit van zijn stem en huurt hem in voor verschillende achtergrondkoortjes en andere projecten in België.
In 1999 doet Nuno ook nog mee aan de groep Apy en neemt een cover op van Lio's Banana Split. Ook nemen ze een cover op van Claude François: Serre-moi, griffe-moi, wat een vertaling is van: Bend me, shape me van The Outsiders. En er volgt nog een eigen nummer: Fana de toi.
In 2000 zingt hij onder het pseudoniem Nuno, Allez, allez, allez, het officiële lied voor het Belgische voetbalteam dat als bijnaam heeft De Rode Duivels.

### Musicals en Eurovisiesongfestival (2000-2008)
In 1999 speelt Nuno Resende de rol van Gontrand in de musical La Belle et la Bête, aan de zijde van Luc de Walter..
Van 2000 tot eind 2002 is Nuno Resende een understudy in Roméo et Juliette, de la Haine à l'Amour, van Gerard Presgurvic. De cast wint de NRJ Music Award voor Het Franstalige Lied in 2001.
In 2003 speelt hij in de musical Les Demoiselles de Rochefort.
In 2005 waagde hij zijn kans als soloartiest en won hij de preselectie van de RTBF zodat hij België mocht vertegenwoordigen op het 2005 in Kiev, Oekraïne in de halve finale op 19 mei met het lied Le Grand Soir (De Grote Avond). Nuno haalde de finale niet omdat het lied 29 punten kreeg, waardoor hij 22ste werd van de 25 landen die meededen. En alleen de eerste 10 landen gingen door naar de finale.

### Mozart l'opéra rockenAdam et Eve, la seconde chance(2009-2012)
In 2009, maakt hij onderdeel uit van de cast van de musical Mozart, l'opéra rock en was hij de understudy voor de hoofdrol van Wolfgang Amadeus Mozart. Hij kreeg de gelegenheid om Mozart voor de eerste keer te spelen op 29 April 2010, tijdens de Brusselse première van de musical in België, en hij speelde Mozart o.a. op 13 mei in Lyon in Frankrijk.
In 2012 speelde Nuno in de musical Adam et Ève: La Seconde Chance door Pascal Obispo in het Palais des sports de Paris samen met Thierry Amiel en Cylia. Zij drie waren de hoofdrolspelers in deze show. Nuno speelde de rol van Snake, de leider van de mensen die woonden aan "de andere kant" van Eden City. Een zeer dynamische rol waarin hij veel zingt en danst tegelijkertijd. Na een aantal maanden in Parijs, werd de tournee van de musical die in augustus 2012 zou beginnen, afgelast vanwege het verslechterde economische klimaat.

### VanThe VoicenaarPinocchio, the musical(2013)
Nuno deed mee aan The Voice, in de editie van 2013 en was op 18 mei de finalist van de coach Florent Pagny. In die finale eindigde hij als derde na de nummer twee: Olympe, en de winnaar: Yoann Fréget. Tijdens de zomermaanden daarna trad hij op op vele festivals, waaronder het Festival d'Avignon. Van het laatste concert van de concertreeks in Avignon verscheen een dvd Interlude Musical.
Vanaf oktober speelt Nuno de rol van Maître Grigri, in het Engels "Jiminy Cricket", in de musical Pinocchio in Parijs. De tournee van de musical zou beginnen in januari 2014, maar werd uitgesteld.
- Bibliothèque nationale de France: cb144649828 (data)
- Gemeinsame Normdatei: 1241093652
- International Standard Name Identifier: 0000 0000 0072 3840
- Library of Congress Control Number: no2020130974
- MusicBrainz: 16374575-92db-4d97-a283-616f0bd29a30
- Système universitaire de documentation: 078777623
- Virtual International Authority File: 10072896

1956: Fud Leclerc + Mony Marc · 
1957: Bobbejaan Schoepen · 
1958: Fud Leclerc · 
1959: Bob Benny · 
1960: Fud Leclerc · 
1961: Bob Benny · 
1962: Fud Leclerc · 
1963: Jacques Raymond · 
1964: Robert Cogoi · 
1965: Lize Marke · 
1966: Tonia · 
1967: Louis Neefs · 
1968: Claude Lombard · 
1969: Louis Neefs · 
1970: Jean Vallée · 
1971: Lily Castel & Jacques Raymond · 
1972: Serge & Christine Ghisoland · 
1973: Nicole & Hugo · 
1974: Jacques Hustin · 
1975: Ann Christy · 
1976: Pierre Rapsat · 
1977: Dream Express · 
1978: Jean Vallée · 
1979: Micha Marah · 
1980: Telex · 
1981: Emly Starr · 
1982: Stella · 
1983: Pas de Deux · 
1984: Jacques Zegers · 
1985: Linda Lepomme · 
1986: Sandra Kim · 
1987: Liliane Saint-Pierre · 
1988: Reynaert · 
1989: Ingeborg · 
1990: Philippe Lafontaine · 
1991: Clouseau · 
1992: Morgane · 
1993: Barbara · 
1995: Frédéric Etherlinck · 
1996: Lisa del Bo · 
1998: Mélanie Cohl · 
1999: Vanessa Chinitor · 
2000: Nathalie Sorce · 
2002: Sergio & The Ladies · 
2003: Urban Trad · 
2004: Xandee · 
2005: Nuno Resende · 
2006: Kate Ryan · 
2007: The KMG's · 
2008: Ishtar · 
2009: Copycat · 
2010: Tom Dice · 
2011: Witloof Bay · 
2012: Iris · 
2013: Roberto Bellarosa · 
2014: Axel Hirsoux · 
2015: Loïc Nottet · 
2016: Laura Tesoro · 
2017: Blanche · 
2018: Sennek · 
2019: Eliot · 
2021: Hooverphonic · 
2022: Jérémie Makiese · 
2023: Gustaph · 
2024: Mustii · 
2025: Red Sebastian